# 勃拉邦佛

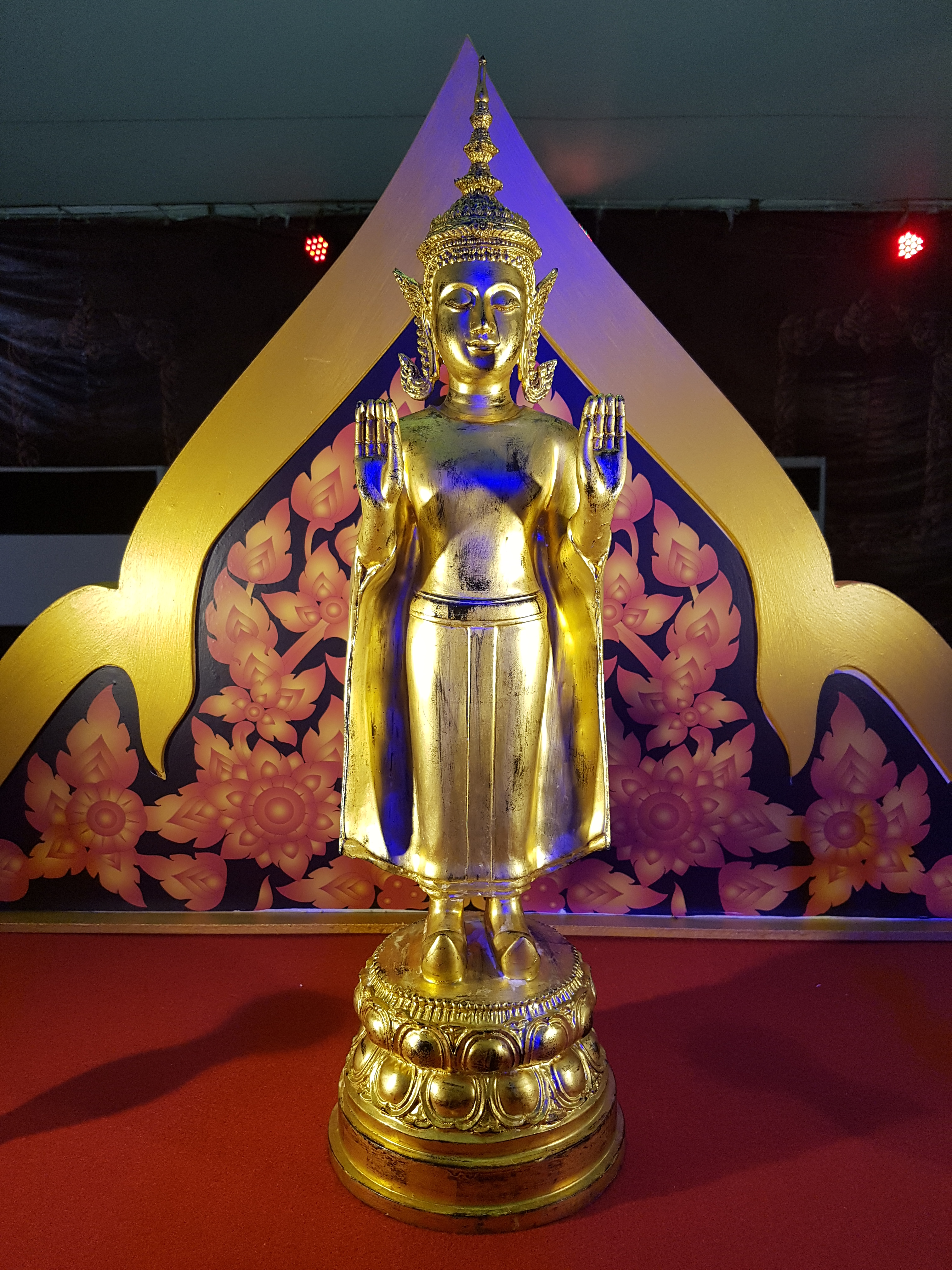
勃拉邦佛的复制品，摄于2017年曼谷卫塞节。

勃拉邦佛，是一尊14世纪来自高棉的青銅佛像，金箔覆蓋，83cm高，是老撾國寶。
它是瀾滄王國開國君主法昂從吳哥引入南傳佛教時帶來，之後带到首都勐蘇瓦，首都也因此改名琅勃拉邦。即勃拉邦佛之都。
勃拉邦佛也是老撾由虔誠佛教徒統治的象徵，但多次被泰国搶走直到1867年回到老撾。